# 丹尼尔·塞丁
丹尼尔·塞丁（瑞典語：Daniel Sedin，1980年9月26日—），瑞典男子冰球运动员。他曾代表瑞典参加2006年、2010年和2014年冬季奥林匹克运动会冰球比赛，获得一枚金牌和一枚银牌。